# 水野和徳
水野 和徳（みずの かずのり、1951年10月31日 - ）は、栃木県出身のプロゴルファー。

## 来歴
12歳からゴルフを始め、1978年にプロ入りする。
1982年の日本オープンでは尾崎将司と並んでの6位タイ、1983年のパールカントリークラブオープンではデビッド・イシイ（アメリカ）、青木基正に次ぐと同時に倉本昌弘・関水利晃と並んでの4位タイに入った。
1983年の日本プロでは倉本と並んでの7位タイに入り、1984年の日本プロマッチプレーでは1回戦で尾崎健夫に2-4で敗退。
1985年の栃木県オープンでは初日を3位タイでスタートし、最終日には2位に入り、1992年のアコムインターナショナルを最後にレギュラーツアーから引退。
現在は小山ゴルフクラブ所属で、栃木ヶ丘ゴルフ倶楽部でレッスンを担当。